# Bombardement de MOVE
Le bombardement de MOVE fait référence à un assaut policier le 13 mai 1985 à Philadelphie, aux États-Unis. Lors d'un échange de tirs avec l'organisation écologiste MOVE radicale, liée au « Black Power », la police de Philadelphie (en) lance deux charges explosives depuis un hélicoptère sur le toit de la maison occupée par les militants. Le bombardement provoque un incendie que l'intervention des pompiers de Philadelphie (en) ne parvient pas à maitriser.
Soixante-et-une maisons sont réduites en cendres sur deux pâtés de maisons, laissant 250 personnes sans logement. Onze personnes (six adultes et cinq enfants) trouvent la mortdurant l'attaque.
Un procès devant un tribunal fédéral révèle que la ville avait utilisé une « force excessive » et violé les droits constitutionnels pour des perquisitions et des saisies.

## Contexte
En 1981, l'organisation MOVE déménage dans une maison mitoyenne au 6221 Osage Avenue dans le quartier de Cobbs Creek à l'ouest de Philadelphie. Les voisins se plaignent à la ville pendant des années des ordures autour de leur immeuble, des confrontations avec les voisins et des annonces de messages politiques au mégaphone par les membres de MOVE . Cassé, l'outil en question n'est pas utilisé depuis trois semaines quand la police intervient contre la maison.
La police obtient des mandats d'arrêt en 1985 accusant quatre occupants de MOVE de crimes, notamment de violation de la libération conditionnelle, d'outrage au tribunal, de possession illégale d'armes à feu et de menaces terroristes. Le maire Wilson Goode et le commissaire de police Gregore J. Sambor classent MOVE comme une organisation terroriste. La police évacue les résidents de la zone du quartier avant leur action. Les résidents sont informés qu'ils pourront regagner leur domicile après une période de 24 heures.

## Incident
Le lundi 13 mai 1985, près de 500 policiers et le directeur de service municipal Leo Brooks arrivent sur place pour appréhender les quatre personnes concernées par le mandat d'arrêt. L'eau et l'électricité sont coupés pour forcer les membres de MOVE à sortir de la maison. A 5h35 du matin, le commissaire Sambor lance un ultimatum aux militants pour qu'ils se rendent dans les quinze minutes. Sans réponse, la police décide d'intervenir pour expulser les sept adultes et six enfants présents dans le logement,.
La police lance des gaz lacrymogènes dans le bâtiment. Les militants MOVE ripostent par armes à feu, engendrant une fusillade de 90 minutes. Un policier est touché dans le dos, mais protégé par son gilet pare-balle, il n'est pas sérieusement blessé. Plus de 10 000 cartouches sont tirées par les policiers. A 14h, le commissaire Sambor ordonne le bombardement du bâtiment.
Le lieutenant de police municipale Frank Powell lance depuis un hélicoptère deux explosifs de 0,75 kg, utilisés normalement pour ouvrir des portes, composé de Tovex, un substitut de la dynamite et de C-4. Sa cible est une position fortifiée sur le toit de la maison. Les explosifs détonnent après 45 secondes, enflammant le carburant d'un générateur électrogène. La maison prend feu, sans intervention. Des policiers reconnurent plus tard que l'objectif était de laisser le feu détruire le bunker pour que la police puisse gazer ensuite la maison. Trente minutes plus tard, les pompiers interviennent finalement pour contrôler l'incendie, mais la fusillade continue et les force à reculer. Les flammes se propagent aux maisons voisines. Seulement deux membres de MOVE parviennent à s'échapper : Birdie Africa, 13 ans à l'époque, et Ramona Africa. Celle-ci affirma que la police a tiré sur les deux rescapées. La police affirme que deux hommes ont aussi essayé de s'échapper en tirant sur les agents, puis en rentrant dans la maison. Les pompiers prennent le contrôle de l'incendie à 23h47.
Onze personnes résidant dans la maison perdent la vie dans l'incendie, six adultes et cinq enfants : John Africa, Rhonda Africa, Theresa Africa, Frank Africa, Conrad Africa, Tree Africa, Delisha Africa, Netta Africa, Little Phil Africa, Tomaso Africa, et Raymond Africa. 61 maisons voisines sont détruites, laissant 250 personnes sans logement.